# Allophon (Québec)
Allophon (aus altgriech. ἄλλος állos, „anders“ and φωνή phōnē „Stimme“, also „andersklingend“) ist ein in der kanadischen Provinz Québec (in geringerem Maße auch in anderen Provinzen) verwendeter soziolinguistischer Begriff. Er bezeichnet einen anderssprachigen Einwanderer, also eine Person, die keine der beiden kanadischen Amtssprachen Französisch und Englisch als Muttersprache hat. Der Begriff steht im Kontrast zu „anglophon“ (englischsprachig) und „frankophon“ (französischsprachig). Nicht als Allophone werden hingegen die einheimischen Sprecher indigener amerikanischer Sprachen (sog. autochtones) gesehen.

## Begriffsgeschichte
| Allophone Bevölkerung Québecs nach Muttersprache (2001) | Allophone Bevölkerung Québecs nach Muttersprache (2001) | Allophone Bevölkerung Québecs nach Muttersprache (2001) |
| Sprache                                                 | einzeln                                                 | mehrfach                                                |
| ------------------------------------------------------- | ------------------------------------------------------- | ------------------------------------------------------- |
| Italienisch                                             | 124.695                                                 | 6.065                                                   |
| Arabisch                                                | 76.285                                                  | 10.245                                                  |
| Spanisch                                                | 70.100                                                  | 4.825                                                   |
| Griechisch                                              | 41.980                                                  | 1.755                                                   |
| Haitianisch                                             | 34.885                                                  | 5.710                                                   |
| Chinesisch                                              | 33.490                                                  | 705                                                     |
| Portugiesisch                                           | 33.360                                                  | 1.455                                                   |
| Vietnamesisch                                           | 21.635                                                  | 1.125                                                   |
| Deutsch                                                 | 17.690                                                  | 995                                                     |
| Polnisch                                                | 17.160                                                  | 685                                                     |
| Armenisch                                               | 13.935                                                  | 405                                                     |

Das Wort „Allophon“ erfuhr während der Stillen Revolution der 1960er Jahre eine weite Verbreitung, als die frankokanadische Gesellschaft danach strebte, die Einwanderer zu integrieren, die sich traditionell der anglophonen Gesellschaft Québecs anschlossen. Angesichts stark sinkender Geburtenraten schien die Integration der Einwanderer entscheidend für das Überleben des französischsprachigen Québec zu sein. Demografen führten die Kategorie der Allophonen ein, um die Integration der Einwanderer in die französisch- oder englischsprachige Gesellschaft erfassen zu können. „Allophon“ ist ursprünglich ein typischer Quebecismus, wird aber zunehmend auch in Belgien (insbesondere in Brüssel) und anderen mehrsprachigen frankophonen Ländern verwendet.

## Demografie
Allophone machen einen wachsenden Anteil der Bevölkerung Québecs aus und sind die Hauptquelle des Bevölkerungswachstums der Provinz. Dies reflektiert die zunehmende Einwanderung, die sinkende Geburtenrate der alteingesessenen französisch- und englischsprachigen Bevölkerung sowie eine Verlagerung der Einwanderungsströme hin zu asiatischen und amerikanischen Ländern. Im Jahr 1971 betrug der Bevölkerungsanteil der Allophonen in Québec 6,6 %, bis 2001 stieg der Anteil auf 10,0 %. Zwischen 1991 und 1996 überstieg die Zahl der Allophonen jene der Englischsprachigen. Die Zahl der Allophonen, die zu Hause Französisch zu sprechen beginnen, nimmt zu: 2001 gaben 20,4 % der Allophonen an, dass sie zu Hause am häufigsten Französisch sprachen, verglichen mit 16,6 % im Jahr 1996 und 15,4 % im Jahr 1991. Die Mehrheit der Allophonen lebt in der Metropolregion Montreal.